# Бухалово (Сумская область)
Бу́халово (укр. Бухалове) — село, Лучковский сельский совет,
Липоводолинский район, Сумская область, Украина. Код КОАТУУ — 5923282803. Население по переписи 2001 года составляло 22 человека.

## Географическое положение
Село Бухалово находится в 3-х км от левого берега реки Хорол. На расстоянии до 3-х км расположены сёла Русановка, Лучка, Побиванка и Пирятинщина (Гадячский район).

## Экономика
- Молочно-товарная ферма.